# 아르망 트라오레
아르망 무하메드 트라오레(프랑스어: Armand Mouhamed Traoré, 1989년 10월 8일 ~ )는 프랑스에서 태어난 세네갈의 전 축구 선수이다. 현역 시절 포지션은 레프트 백이었다.
그는 2010년까지 프랑스 축구 국가대표팀 소속으로 활약했지만 2011년 세네갈 국적을 선택하여 세네갈 축구 국가대표팀에서 뛰게 되었다.